# شهرک جمشید
جمشید تاون (به انگلیسی: Jamshed Town) یک منطقهٔ مسکونی در پاکستان است که در کراچی واقع شده‌است. جمشید تاون ۷۳۳٬۸۲۱ نفر جمعیت دارد.